# Cratere Biela
Biela è un cratere lunare di 77,03 km situato nella parte sud-orientale della faccia visibile della Luna.
Il cratere è dedicato all'astronomo austriaco Wilhelm von Biela.

## Crateri correlati
Alcuni crateri minori situati in prossimità di Biela sono convenzionalmente identificati, sulle mappe lunari, attraverso una lettera associata al nome.
| Biela | Coordinate            | Diametro (in km) |
| ----- | --------------------- | ---------------- |
| A     | 52°56′24″S 53°23′24″E | 26,13            |
| B     | 56°43′12″S 50°01′48″E | 44,55            |
| C     | 54°16′48″S 53°30′00″E | 26,89            |
| D     | 55°53′24″S 56°24′36″E | 15,97            |
| E     | 56°36′36″S 56°34′48″E | 8,56             |
| F     | 56°31′12″S 54°51′00″E | 9,4              |
| G     | 56°22′48″S 54°05′24″E | 10,09            |
| H     | 58°01′12″S 54°24′00″E | 7,96             |
| J     | 57°04′12″S 52°53′24″E | 13,95            |
| T     | 53°55′12″S 49°55′12″E | 6,51             |
| U     | 53°39′36″S 49°18′36″E | 16,38            |
| V     | 53°43′48″S 48°27′00″E | 6,4              |
| W     | 55°18′36″S 49°52′12″E | 18,16            |
| Y     | 54°58′12″S 58°00′36″E | 15,71            |
| Z     | 53°54′S 57°00′E       | 50,63            |